# Shang Pan Geng
Pan Geng (盤庚; Pán Gēng), död 1264 f.Kr., var en kinesisk kung inom den forna Shangdynastin. Pan Geng regerade från år 1291 f.Kr. till 1264 f.Kr.. Pan Gengs personnamn var Xun (旬) och han titulerades i orakelbensskriften och Shiji med sitt postuma tempelnamn "盤庚". Pan Geng tillträdde efter sin äldre bror Yang Jia som kung över Shangdynastin.
Under sitt 14:e regentår flyttade Pan Geng Shangdynastins huvudstad till Yinxu (nära dagens Anyang i Henan) och staden var färdigbyggd året efter. Pan Gengs far var den tidigare kung Zu Ding och han hade tre bröder, Yang Jia, Xiao Xin och Xiao Yi.
Pan Geng dog i sitt 28:e regentår och efterträddes av sin yngre bror Xiao Xin.